# Alejandro Díaz
Alejandro Díaz, född 5 juli 1920, död 12 april 2004, var en friidrottare från Chile. Han deltog vid olympiska sommarspelen 1956.